# Melissa Jiménez (cantante)
Melissa Jiménez  (Queens, Nueva York, Estados Unidos; 14 de abril de 1984), también conocida como MJ Songstress, es una cantante, compositora y bailarina estadounidense de ascendencia mexicana y griega.

## Biografía
Nació en Nueva York, su madre de ascendencia griega Maria Anagnostos y su padre mexicano Horacio Jiménez. Su experiencia musical comenzó temprano, yendo a sesiones de estudio y ensayos con su padre ya que ella era un bebé. A la edad de 14 años ella se afilió a cinta Grande de su padre y orquesta como un cantante. Dentro de poco a partir de entonces, Melissa comenzó a escribir canciones y aprendió a acompañarse con el piano. Su baile era una destreza innata, y realzarlo que tomó el ballet, el jazz, el baile moderno, el baile africano, mambo, y el hip-hop. Su biografía oficial declara que "antes de que ella fuera hasta bastante vieja para ser elegible, ella recibió una ovación para funcionar durante una noche aficionada en el Apollo Theater de fama mundial en Harlem.

## Carrera
Participó en algunas de las cancionesy giras junto al grupo Kumbia All Starz como las siguientes:
- Sugar Hill Records.
- Ruff Ryders, presentado en “U Had Me” por Drag-On, apareciendo en Styles P vídeo Daddy Get That Cash y registrando con Swizz Beatz.
- Roc-A-Fella y antiguo fundador Damon Dash, trabajando con cantante de rap Beanie Sigel y N.O.R.E..
- Rapper Beanie Sigel, de rasgos en la canción “Feel It In The Air” del álbum Certificado por platino 2005 The B. Coming.
- Escribió y realiza la canción “Dance With Me” incluyó en la banda de sonido de película principal “First Daughter,” dirigido por Forest Whitaker.
- Presentada en la canción “Take the Lead (Wanna Ride)”, incluido en la banda de sonido de película principal “Take the Lead,” protagonizado Antonio Banderas. Bone Thugs N Harmony, Wisin & Yandel y Fatman Scoop también es Presentada en esta canción producida por Swizz Beatz.
- Cantante-Rapero Wyclef Jean, presenta Melissa Jiménez en la canción de tributo “Selena” de Wyclef Jean lanzado de álbum de 2008 Carnival Vol. II: Memoirs of an Immigrant.
- Cantante-Rapero Wyclef Jean, presenta Melissa Jiménez en la canción “Touch Your Button” de Wyclef Jean lanzado de álbum de 2008 Carnival Vol. II: Memoirs of an Immigrant.
- Gira Europa y los Estados Unidos que funcionan en etapa y programas de televisión con Wyclef Jean.
- Kumbia All Starz, presenta Melissa Jiménez en la canción “Rica y apretadita” del Kumbia All Starz lanzado de álbum de 2008 Planeta Kumbia.[3]
- Gira los Estados Unidos que funcionan en etapa y programas de televisión con Kumbia All Starz.
- Gira por Europa actuando en el escenario con Nile Rodgers y CHIC en 2009.

### Disquera - SRC Records
Una demostración que ella envió terminó con Steve Rifkind, presidente de SRC Records, quién fue impresionado al instante. Rifkind más tarde asistió a una boda donde Melissa funcionó y, recordando la demostración, la buscó inmediatamente después sólo para encontrar que ella había ido, fue llamada a la oficina para una reunión con Rifkind, Universal Music Group presidente Doug Morris, y el presidente de Universal Motown Sylvia Rhone al día siguiente y fue firmado sobre el terreno.

### Álbum
El álbum de Melissa Jiménez Signed Sealed Delivered es lanzado en 2008. Su debut solo, "Untouchable" qué ella coescribió con Claude Kelly, está disponible en plataformas digitales como iTunes, Sitio Oficial y MySpace página.

### The Voice y La voz México
En 2014 participó en la séptima edición del certamen The Voice para los Estados Unidos, bajo el equipo de Usher, quedando finalista, en 2016 regresa al reality pero a la versión mexicana La voz México en la quinta temporada. Esta ocasión con el equipo de Alejandro Sanz, mismo que la llevó a la gran final del concurso.

## Discografía

### Sencillo
- 2007: "Untouchable"

### Colaboraciones
- 2005: "Feel It In The Air" (Beanie Sigel con Melissa Jiménez)
- 2006: "Take the Lead (Wanna Ride)" (Bone Thugs N Harmony con Wisin & Yandel, Fatman Scoop y Melissa Jiménez)
- 2007: "Selena" (Wyclef Jean con Melissa Jiménez)
- 2007: "Touch Your Button" (Wyclef Jean con Will.I.Am, Melissa Jiménez, Machel Montano, Daniela Mercury, Black Alex, Shabba & Djakout Mizik)
- 2008: "Rica y apretadita" (A.B. Quintanilla III y Los Kumbia All Starz con Melissa Jiménez)